# Helina nigrohalterata
Helina nigrohalterata är en tvåvingeart som beskrevs av Malloch 1925. Helina nigrohalterata ingår i släktet Helina och familjen husflugor. Inga underarter finns listade i Catalogue of Life.